# У кожного своє кіно
«У кожного своє кіно» (фр. Chacun son cinéma ou Ce petit coup au coeur quand la lumière s'eteint et que le film commence) — фільм-антологія, знятий спеціально для ювілейного 60-го Каннського кінофестивалю 36 режисерами з 25 країн світу. Повна назва: «У кожного своє кіно, або Як завмирає серце, коли гасне світло і починається сеанс». Збірник короткометражних фільмів присвячений Федеріко Фелліні.

## Сюжет
До нього увійшли 34 кіноновели всесвітньо відомих режисерів з 25 країн і 5 континентів. Кожен спробував створити своє неповторне кіно. Всі ці мініфільми, тривалістю 3-4 хвилини, так чи інакше пов'язані спільною темою: кіно в сучасному світі.

## Короткометражні фільми
- Раймон Депардон — епізод «Кіно просто неба» («Cinéma d Eté»)
- Такесі Кітано — епізод «Один прекрасний день» (One Fine Day)
- Теодорос Ангелопулос — епізод «Три хвилини» («Trois Minutes»; присвячений Марчелло Мастроянні)
- Андрій Кончаловський — епізод «У темряві» («Dans le Noir»)
- Нанні Моретті — епізод «Щоденник кіномана» («Diaro uno di Spettatore»)
- Хоу Сяосянь — епізод «Будинок Електричної Принцеси» («The Electric Princess House»)
- Жан-П'єр Дарденн, Люк Дарденн — епізод «У темряві» («Dans l Obscurité»)
- Алехандро Гонсалес Іньярріту — епізод «Анна» («Anna»)
- Ітан Коен, Джоел Коен — епізод «Світове кіно» («World Cinema»; не увійшов у фінальну версію)
- Чжан Імоу — епізод «Вечір в кіно» («En Regardant le Film»)
- Амос Гітай — епізод «Злий дух Хайфи» («Le Dibbouk de Haifa»)
- Джейн Кемпіон — епізод «Сонечко» («The Lady Bug»)
- Атом Єгоян — епізод «Арто Подвійний рахунок» («Artaud Double Bill»)
- Акі Каурісмякі — епізод «Ливарний цех» («La Fonderie»)
- Олів'є Ассайяс — епізод «Рецидив» («Recrudescence»)
- Юсеф Шахін — епізод «47 років потому» («47 Ans Après»)
- Цай Минлян — епізод «Це сон» («it's a Dream»)
- Ларс фон Трієр — епізод «Професії» («Occupations»)
- Рауль Руїс — епізод «Дар» («Le Don»)
- Клод Лелуш — епізод «Кіно за рогом» (segment «Cinéma Boulevard de»)
- Гас Ван Сент — епізод «Перший поцілунок» («First Kiss»)
- Роман Поланскі — епізод «Еротичний кінотеатр» («Cinéma Erotique»)
- Майкл Чіміно — епізод «Переклад не потрібен» («No Translation Needed»)
- Девід Кроненберг — епізод «Самогубство останнього у світі єврея в останньому у світі кінотеатрі» («At the Suicide of the Last Jew in the World in the Last Cinema in the World»)
- Вонг Карвай — епізод «Я проїхав 9000 км, щоб віддати його вам» («I Travelled 9000 km To Give It To You»)
- Аббас Кіаростамі — епізод «Де ж мій Ромео?» («Where is my Romeo?»)
- Білле Аугуст — епізод «Останнє побачення» («The Last Dating Show»)
- Елія Сулейман — епізод «Незручність» («Irtebak»)
- Мануель де Олівейра — епізод «Єдина зустріч» («Rencontre Unique»)
- Вальтер Саллес — епізод «В 8944 км від Канн» («A 8 944 km de Cannes»)
- Вім Вендерс — епізод «Війна під час миру» («War in Peace»)
- Чень Кайге — епізод «Село Чжансю» («Zhanxiou Village»)
- Кен Лоуч — епізод «Хепі-енд» («Happy Ending»)
- Девід Лінч — епізод «Абсурд» («Absurda»; не увійшов у фінальну версію)

## В ролях
- Ізабель Аджані (в ролі самої себе; документальне фільмування)
- Джош Бролін
- Такесі Кітано
- Девід Кроненберг
- Нанні Моретті
- Жанна Моро
- Сільвія Крістель
- Мішель Пікколі (в ролі Н.С. Хрущова)
- Ларс фон Трієр
- Йола Санько
- Мішель Лонсдаль